# Jonas Maier (Handballspieler)
Jonas Maier (* 12. Januar 1994 in Schwetzingen) ist ein deutscher Handballspieler.
Der Rechtshänder spielt auf der Torhüterposition. 2008 wechselte er von seinem Heimatverein TSG Eintracht Plankstadt in die Jugend der Rhein-Neckar Löwen. 2012 unterschrieb er bei den Rhein-Neckar Löwen einen Profivertrag über zwei Jahre, der 2013 vorzeitig um zwei weitere Jahre bis 2016 verlängert wurde. 2013 gewann er mit den Löwen den EHF Europa Pokal. Ab der Saison 2013/14 spielte er bei den Kadetten Schaffhausen in der Schweizer Nationalliga A. Mit Schaffhausen gewann er 2014 und 2015 die Schweizer Meisterschaft sowie 2014 den SHV-Cup. Im Sommer 2015 wechselte er zum TBV Lemgo. Im Sommer 2017 schloss er sich dem TVB 1898 Stuttgart an. Nach der Saison 2018/19 wechselte er zur SG BBM Bietigheim. Am 16. Februar 2020 wurde bekannt, dass er mit sofortiger Wirkung zum Handball Sport Verein Hamburg wechselt. Mit dem Handball Sport Verein Hamburg stieg er 2021 in die Bundesliga auf. Ab September 2021 bis Ende 2021 war er an die HSG Nordhorn-Lingen ausgeliehen. Zur Saison 2022/23 wechselte er zu den DJK Rimpar Wölfen. Im Januar 2024 wechselte er zum isländischen Zweitligisten Handknattleiksdeild Harðar.
Maier gehörte zum Kader der deutschen Jugendnationalmannschaft, für die er 27 Länderspiele bestritt, und mit der er die U-18-Europameisterschaft 2012 gewann.
Mit der deutschen Juniorennationalmannschaft gewann Maier die U-20-Europameisterschaft 2014.
Er ist 1,87 Meter groß und wiegt 84 kg. 2013 machte er sein Abitur an der Carl-Theodor Schule in Schwetzingen und ist seit September 2013 in der Sportfördergruppe der Bundeswehr.